# Mumford (Film)
Mumford ist ein amerikanischer Film aus dem Jahr 1999, der von Lawrence Kasdan geschrieben und gedreht wurde.
Er spielt in einer Kleinstadt, in der ein neuer Psychologe den neurotischen Bügern ungewöhnliche Ratschläge gibt. Sowohl Psychologe als auch die Kleinstadt heißen "Mumford", ein Zufall der schließlich in der Handlung auffällt.  

## Handlung
Als "Neuer" in einer Stadt in Oregon, die seinen Namen trägt, erscheint Dr. Mumford (Loren Dean) charmant und geschickt gegenüber seiner Nachbarn und Patienten. Sein einzigartiger und offener Ansatz für Psychologie zieht bald die Patienten von den Therapeuten (Davi Paymer und Jane Adams) weg, die bereits in der Region arbeiten. 
Bald behandelt er eine Vielzahl von Zuständen, die von einem Mann (Pruitt Taylor Vince) mit Besessenheit von erotischen Romanen bis hin zur unglücklich verheirateten Frau (Mary McDonell) und ihren Impulskäufen reichen. Mumford freundet sich mit einem Milliardär-Computermogul (Jason Lee) und einer Cafe-Kellnerin (Alfre Woodard) an und versucht den Heiratsvermittler zu spielen. Zudem verliebt er sich in eine Patientin (Hope Davis), die an chronischer Müdigkeit leidet.
Zusammen mit einem Rechtsanwalt (Martin Short), den Mumford wegen seiner narzisstischen Art als Patient ablehnte, verschwören sich die rivalisierenden Therapeuten, um Skelette in Mumfords Schrank zu finden, in der Hoffnung seinem Ruf zu schaden. Währenddessen führt Mumfords angeborene Sympathie dazu, dass sein Leben immer verflochtener mit dem der restlichen Stadt wird.